# Norman & giác quan thứ sáu
Norman và giác quan thứ sáu  (tiếng Anh: ParaNorman) là phim hoạt hình Stop motion 3D Mỹ 2012 được Laika sản xuất, Focus Features phát hành vào ngày 17 tháng 8 năm 2012. Phim có sự tham gia lồng tiếng của Kodi Smit-McPhee, Jodelle Ferland, Tucker Albrizzi, Anna Kendrick, Casey Affleck, Christopher Mintz-Plasse, Leslie Mann, Jeff Garlin, Elaine Stritch, Bernard Hill, Tempestt Bledsoe, Alex Borstein và John Goodman. Đây là phim stop-motion đầu tiên sử dụng máy in màu 3D để tạo ra gương mặt nhân vật và là phim thứ hai quay trong môi trường 3D.
Phim nhận được nhiều phản hồi tích cực từ giới chuyên môn, phim khá thành công khi về $107 triệu tại phòng vé với kinh phí sản xuất là $60. Phim từng được đề cử Giải Oscar cho phim hoạt hình hay nhất và Giải BAFTA cho phim hoạt hình hay nhất năm 2012.

## Phân vai
- Kodi Smit-McPhee vai Norman Babcock, cậu bé 11 tuổi[9] và có thể nói chuyện với người đã khuất[1][10][11]
- Jodelle Ferland vai Agatha "Aggie" Prenderghast[1][12]
- Tucker Albrizzi vai Neil Downe[1][13]
- Anna Kendrick vai Courtney Babcock[13]
- Casey Affleck vai Mitch Downe[13]
- Christopher Mintz-Plasse vai Alvin[13]
- Leslie Mann vai Sandra Babcock, mẹ của Norman[10]
- Jeff Garlin vai Perry Babcock, ba của Norman[10]
- Elaine Stritch vai bà của Babcock[10]
- Bernard Hill vai Judge Hopkins[10]
- John Goodman vai Mr. Prenderghast[13]
- Tempestt Bledsoe vai Sheriff Hooper[10]
- Hannah Noyes vai Salma[10]
- Ariel Winter vai Blithe Hollow kid[10]
- Bridget Hoffman vai Crystal and Parachutist Ghost
- Scott Menville vai Deputy Wayne
- David Cowgill vai Greaser Ghost
- Wendy Hoffman vai Gucci Lady
- Alex Borstein vai Mrs. Henscher
- Jeremy Shada vai Pug
- Emily Hahn vai Sweet Girl
- Kirk Baily, Cam Clarke, Lara Cody, Eddie Frierson, Rif Hutton, Edie Mirman và David Zyler vai người làng Blithe Hollow